# 홀란츠크론

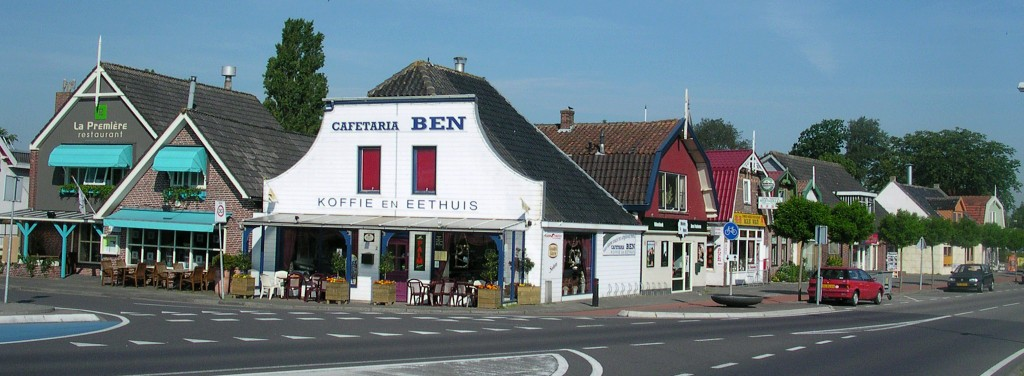
홀란츠크론 시가지

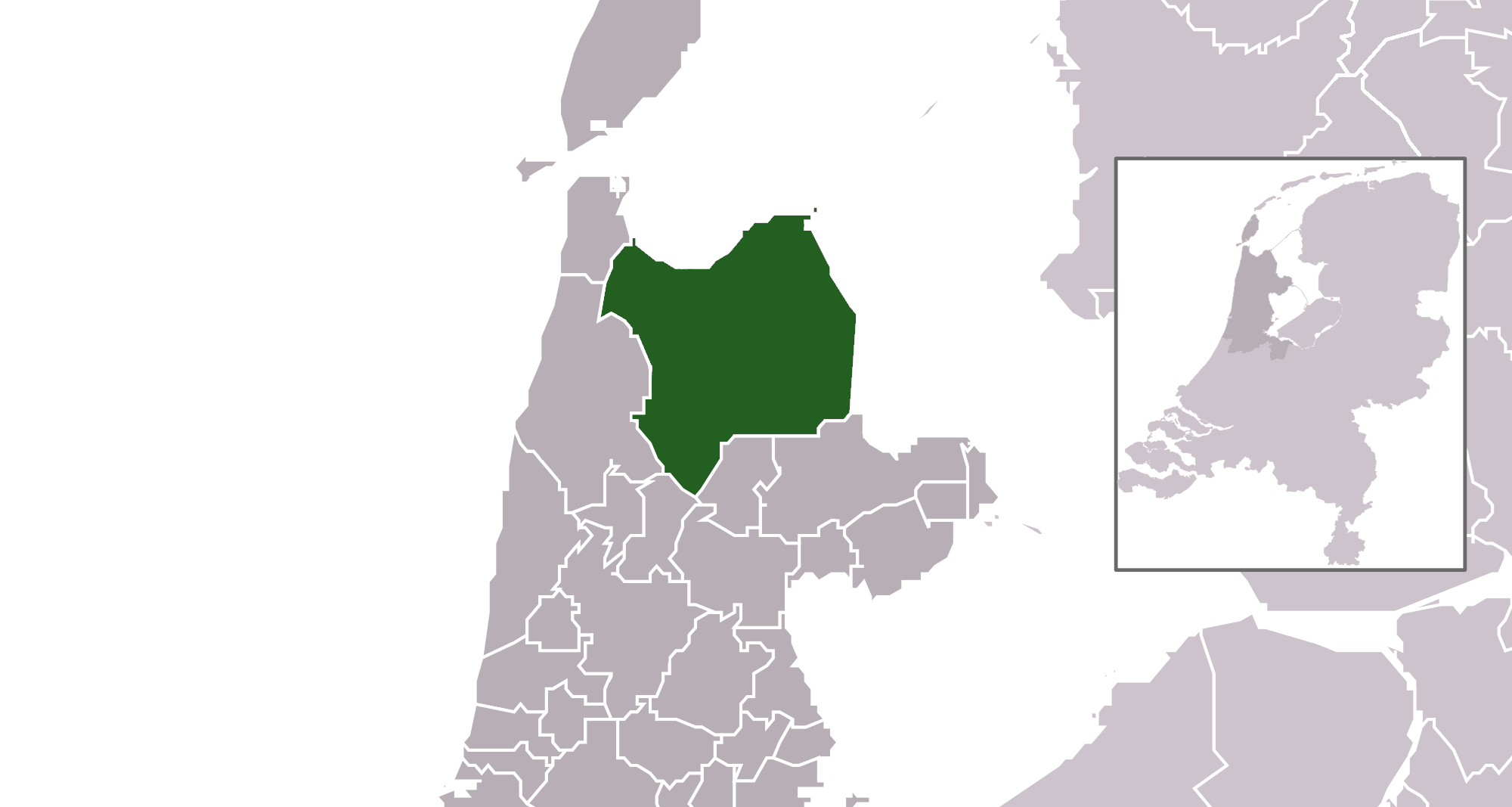
홀란츠크론의 위치

홀란츠크론(네덜란드어: Hollands Kroon)은 네덜란드 북서부 노르트홀란트주의 도시로 면적은 662.20km2, 높이는 -1m, 인구는
47,535명(2017년 2월 기준), 인구 밀도는 133명/km2이다.
2012년 1월 1일을 기해 아나파울로브나(Anna Paulowna), 니도르프(Niedorp), 비링언(Wieringen), 비링에르메이르(Wieringermeer) 4개 지방 자치체가 통합되면서 신설되었다.

시 문장